# Famille Carnot
Pour les articles homonymes, voir Carnot.
La famille Carnot est une ancienne famille française d'origine bourguignonne, toujours subsistante.
Des membres de cette famille se sont distingués à compter de la Révolution française. Hommes politiques avec Lazare Carnot qui fut président de la Convention nationale et membre du Comité de salut public mais également général et pair de France, Sadi Carnot qui fut président de la République française sous la Troisième République, deux ministres et quatre générations de députés. Un homme de loi avec Joseph Carnot qui fut conseiller à la Cour de cassation. Un homme de science avec Sadi Carnot, physicien ayant donné son nom au principe de Carnot-Clausius.

## Histoire
La famille Carnot, qui a pour berceau le village d'Épertully (Saône-et-Loire) où elle est présente depuis le XVe siècle au moins, est un temps calviniste. Ses membres ont exercé sous l'Ancien Régime, depuis le XVIe siècle, les professions de marchand et de notaire,.
Une autre branche sera anoblie par deux générations de titulaires d'une charge anoblissante d'auditeur à la Chambre des comptes de Bourgogne (de 1696 à 1722) :
- Edme Carnot (Nolay 1669 - 1718), fils de Gaspard Carnot (Nolay 1630 - 1721) et de Marie Callas mariés le 21 décembre 1660, auditeur à la Chambre des comptes de Bourgogne (de 1696 à 1718), anobli par Louis XIV par LP datées de ??. Marié à Marie-Rose Boillot, dont 2 fils Gaspard et Hubert,
- Gaspard Carnot (Nolay 1696 - Dijon 1722), son fils, seigneur de Jours-en-Vaux et de Bessey (de 1718 à 1722), mort en charge.

Cette branche s'est éteinte en 1763 avec Hubert Carnot, moine cistercien, frère du précédent.
Denis Carnot (1556-1626), tabellion et praticien, a deux fils : Denis Carnot (1588-1664), et Philibert Carnot (1600 – vers 1635), notaire royal à Nolay où il meurt vers 1635.
Le petit-fils de Philibert Carnot, Jean-Baptiste Carnot (1672-1735) (fils de Lazare Carnot (1631-1713), avocat et marchand), est à son tour notaire royal, puis procureur fiscal de Nolay, où il épouse le 4 août 1706 Anne Moreau, qui lui donne quatorze enfants.
Son huitième fils, Claude Abraham Carnot (1719-1797), lui succède comme notaire royal dans le même bourg. Parmi ses enfants, trois prennent parti pour la Révolution française où ils jouent un rôle important : 
- Joseph Carnot (1752-1835), avocat au Parlement de Dijon, devient accusateur public pendant la Terreur, puis procureur général ;
- Lazare Carnot (1753-1823) qui est ingénieur devient membre du Comité de Salut public (1793-1794), président en 1794 de la Convention nationale, les historiens débattent de son rôle lors des massacres dans la guerre de Vendée ; il est ensuite Directeur.
- Claude Carnot, dit Carnot-Feulins (1755-1836), député à l'Assemblée législative, ministre de l'Intérieur, lieutenant général du Génie (1817).

Au XIXe siècle, la famille Carnot compte plusieurs personnalités, dont le physicien Sadi Carnot (1796-1832), Hippolyte Carnot (1801-1888), ministre de l'Instruction publique en 1848 qui fonde l'École d'administration destinée à préparer les administrateurs gouvernementaux, et Sadi Carnot (1837-1894), président de la République française sous la troisième République, mort assassiné.
De nos jours, la famille Carnot est représentée par Gaëtan Carnot (né en 1938) et sa famille qui ont créé en 1996 la fondation Carnot pour encourager les travaux en sciences par l'intermédiaire de bourses et entretenir la mémoire familiale.

## Personnalités
- Joseph François Claude Carnot (22 mars 1752 à Nolay – 31 juillet 1835 à Paris), avocat au parlement de Dijon, accusateur public, puis procureur général, conseiller à la Cour de cassation, jurisconsulte, membre de l'Académie des sciences morales et politiques. Il a été titré chevalier d'Empire par lettres patentes du 2 mai 1811, il est mort sans alliance[réf. nécessaire].
- Lazare Nicolas Marguerite Carnot, dit Le Grand Carnot (né le 13 mai 1753 à Nolay, mort le 2 août 1823 à Magdebourg), plusieurs fois député durant la Révolution française, il vote la mort du roi Louis XVI en 1793, membre du Comité de Salut public (1793-1794) pendant la répression sanglante de la Vendée, président de la Convention nationale (1794). Quand le Comité de salut public décide en 1794 la création d'une école centrale des travaux publics il soutient et participe au projet qui aboutira à la future École polytechnique avec Jacques-Élie Lamblardie et Gaspard Monge. Menacé d'arrestation après Thermidor, il est définitivement sauvé le 9 prairial an III (28 mai 1795)  par Bourdon de l'Oise ou Lanjuinais, qui le présentent comme celui qui a organisé la victoire des armées de la République. À leur suite, les thermidoriens prétendent qu'au Comité de Salut public il s'était occupé exclusivement des opérations militaires, lui attribuent la plus grande part aux succès des armées françaises, et le surnomment l’« organisateur de la victoire[6] ». Il est par la suite directeur (1795-1797) pendant le Directoire ; durant les Cent-Jours il est fait général de division, pair de France et grand-croix de la Légion d'honneur, en 1815 ministre de l'Intérieur. Il est créé comte Carnot et de l'Empire le 20 mars 1815, toutefois « Le général Carnot [...] ne porta jamais ce titre de comte et ne retira pas les lettres patentes de la Chancellerie »[7]. Philippe du Puy de Clinchamps écrit que ce titre figure bien dans le décret qui nomme Lazare Carnot comme ministre de l'Intérieur, mais que « les lettres patentes ne furent ni délivrées, ni enregistrées et qu'il n'y eut pas de création de majorat »[8]. Il écrit un ouvrage Essai général sur les machines (Paris, 1783).
- Claude Marie Carnot, dit Carnot-Feulins (15 juillet 1755 à Nolay – 16 octobre 1836 à Autun), député à l'assemblée législative, ministre de l'Intérieur, lieutenant général du Génie (1817).
- Nicolas Léonard Sadi Carnot (né le 1er juin 1796 à Paris, mort le 24 août 1832 à Paris), physicien, fils de Lazare Carnot et oncle du président Sadi Carnot. En 1824 il analyse scientifiquement l'efficacité des moteurs à vapeur et pose le second principe de la thermodynamique[9],[10]. Il publie les deux premiers principes de cette nouvelle science. Ces travaux, peu compris des contemporains, sont ensuite repris par Rudolf Clausius qui les fait connaître, sous le nom de principe de Carnot-Clausius. Il écrit un ouvrage Réflexions sur la puissance motrice du feu et sur les machines propres à développer cette puissance[11].
- Lazare Hippolyte Carnot (né le 5 avril 1801 à Saint-Omer, mort le 16 mars 1888 à Paris), ministre de l'Instruction publique en 1848. Fonde l'École d'administration destinée à préparer les administrateurs gouvernementaux (elle est de courte durée mais est un précurseur de l'ENA). Il accroît les salaires des maîtres, auxquels il demande « d'enseigner aux enfants les vertus de la République démocratique ». Dans un projet de loi resté célèbre, il est le premier à demander l'instruction primaire, obligatoire et gratuite, pour les deux sexes. Les enseignants recevraient trois ans de formation dans une école normale, avec un salaire minimum garanti. Ce projet est supplanté par la loi Falloux de 1850, mais plusieurs de ses propositions sont reprises plus tard par les lois (Falloux et surtout Ferry de 1880) : le projet de Carnot incluait même une disposition garantissant la liberté de l'éducation. Défait aux législatives de 1849, Carnot gagne à nouveau son siège dans une élection partielle en 1850 et est l'un des députés qui s'oppose au coup d'État de Louis-Napoléon Bonaparte, le 2 décembre 1851 à qui il refuse le serment de fidélité. De nouveau élu (en tant que sénateur), il meurt à Paris le 16 mars 1888.
- Marie François Sadi Carnot (né le 11 août 1837 à Limoges, mort assassiné le 25 juin 1894 à Lyon), fils d'Hippolyte Carnot et neveu du physicien Sadi Carnot, marié à Marie Pauline Cécile Carnot (née Dupont-White) (20 juillet 1841 à Paris – 30 septembre 1898 à Cerny). Élève de Polytechnique puis de l'École des ponts et chaussées dont il sort major en 1863, haut fonctionnaire, il est député de la Côte-d'Or, préfet de la Seine-Inférieure, ministre des Travaux Publics puis ministre des Finances en 1885. Élu président de la République le 3 décembre 1887 à la suite de la démission de Jules Grévy mis en cause dans le scandale des décorations, son début de mandat est marqué par l'agitation boulangiste et le scandale de Panama en 1892. Dans un contexte d'agitation extrême, consécutif aux lois dites scélérates, Sadi Carnot est poignardé par l'anarchiste italien Sante Geronimo Caserio, le 24 juin 1894, lors de l'Exposition de Lyon. Il meurt des suites de sa blessure le 25 juin 1894 peu après minuit.
- Marie Adolphe Carnot (né le 27 janvier 1839 à Paris, mort le 21 juin 1920 à Paris), frère du président, chimiste, géologue, président du conseil général de la Charente, président de la Société d'encouragement pour l'industrie nationale, président de la Société française de Minéralogie et de Cristallographie, l'un des fondateurs de l'Alliance démocratique en 1901 puis son président jusqu'en 1920.
- Lazare Hippolyte Sadi Carnot (1865-1948), fils du précédent, colonel, écrivain.
- Claude Ernest Jean Carnot (1866-1955), frère du précédent, conseiller général, député de la Côte-d'Or.
- Adolphe Léon François Carnot (1872-1960), frère d'Ernest Carnot, conseiller général, député, président des Arts décoratifs.
- Lazare Adolphe Paul Carnot (né le 16 novembre 1869 à Limoges, mort le 1er avril 1957 à Paris), médecin, professeur à la faculté de médecine de Paris, membre de l'Académie de médecine. L'Hôtel Paul Carnot sur le Champ-de-Mars (avenue Élisée-Reclus) a été construit par les frères Auguste et Gustave Perret sur des plans de son beau-frère Paul Guadet[12].
- Jean Paulin Hippolyte Carnot (13 juillet 1881 à Paris – 24 avril 1969 à Paris), fils d'Adolphe et frère du précédent, conseiller général, député de la Charente, ingénieur civil des mines.

On trouve également les personnes suivantes liées à la famille Carnot par alliances :
- Marie Pauline Cécile Carnot, née Dupont-White (20 juillet 1841 à Paris – 30 septembre 1898 à Cerny), épouse du président Sadi Carnot.
- Paul Pierre François Cunisset, dit Paul Cunisset-Carnot (né le 19 mars 1849 à Pouilly-en-Auxois, mort le 1er juin 1919 à Paris), gendre du président Sadi Carnot, écrivain, militaire, officier de la Légion d'honneur ainsi qu'homme de justice et politique républicain.
- Jeanne Eugénie Marguerite Carnot, née Chiris (1874-1962), épouse d'Ernest Carnot (1866-1955), présidente de l'Association des dames françaises.

|                           |                           |                           |                           |                           |                           |  |  |                                  |                                  |                                  |                                  |                                  |                                  |  |  |                         |                         |                         |                         |                         |                         |                           |                           |                           |                           |                           |                           |                           |                           | Claude Carnot (1719-1797) |                           |                               |                               |                               |                               |                               |                               |                              |                              |                             |                             |                             |                             |                             |                             |  |  |                         |                         |                         |                         |                            |                            |                            |                            |                            |                            |                         |                         |                         |                         |  |  |  |  |  |  |  |  |  |  |  |  |  |  |  |  |  |  |
|                           |                           |                           |                           |                           |                           |  |  |                                  |                                  |                                  |                                  |                                  |                                  |  |  |                         |                         |                         |                         |                         |                         |                           |                           |                           |                           |                           |                           |                           |                           |                           |                           |                               |                               |                               |                               |                               |                               |                              |                              |                             |                             |                             |                             |                             |                             |  |  |                         |                         |                         |                         |                            |                            |                            |                            |                            |                            |                         |                         |                         |                         |  |  |  |  |  |  |  |  |  |  |  |  |  |  |  |  |  |  |
|                           |                           |                           |                           |                           |                           |  |  |                                  |                                  |                                  |                                  |                                  |                                  |  |  |                         |                         |                         |                         |                         |                         |                           |                           |                           |                           |                           |                           |                           |                           |                           |                           |                               |                               |                               |                               |                               |                               |                              |                              |                             |                             |                             |                             |                             |                             |  |  |                         |                         |                         |                         |                            |                            |                            |                            |                            |                            |                         |                         |                         |                         |  |  |  |  |  |  |  |  |  |  |  |  |  |  |  |  |  |  |
|                           |                           |                           |                           |                           |                           |  |  |                                  |                                  |                                  |                                  |                                  |                                  |  |  |                         |                         |                         |                         |                         |                         | Joseph Carnot (1752-1835) | Joseph Carnot (1752-1835) | Joseph Carnot (1752-1835) | Joseph Carnot (1752-1835) | Joseph Carnot (1752-1835) | Joseph Carnot (1752-1835) |                           |                           | Lazare Carnot (1753-1823) | Lazare Carnot (1753-1823) | Lazare Carnot (1753-1823)     | Lazare Carnot (1753-1823)     | Lazare Carnot (1753-1823)     | Lazare Carnot (1753-1823)     |                               |                               | Claude Carnot (1755-1836)    | Claude Carnot (1755-1836)    | Claude Carnot (1755-1836)   | Claude Carnot (1755-1836)   | Claude Carnot (1755-1836)   | Claude Carnot (1755-1836)   |                             |                             |  |  |                         |                         |                         |                         |                            |                            |                            |                            |                            |                            |                         |                         |                         |                         |  |  |  |  |  |  |  |  |  |  |  |  |  |  |  |  |  |  |
|                           |                           |                           |                           |                           |                           |  |  |                                  |                                  |                                  |                                  |                                  |                                  |  |  |                         |                         |                         |                         |                         |                         | Joseph Carnot (1752-1835) | Joseph Carnot (1752-1835) | Joseph Carnot (1752-1835) | Joseph Carnot (1752-1835) | Joseph Carnot (1752-1835) | Joseph Carnot (1752-1835) |                           |                           | Lazare Carnot (1753-1823) | Lazare Carnot (1753-1823) | Lazare Carnot (1753-1823)     | Lazare Carnot (1753-1823)     | Lazare Carnot (1753-1823)     | Lazare Carnot (1753-1823)     |                               |                               | Claude Carnot (1755-1836)    | Claude Carnot (1755-1836)    | Claude Carnot (1755-1836)   | Claude Carnot (1755-1836)   | Claude Carnot (1755-1836)   | Claude Carnot (1755-1836)   |                             |                             |  |  |                         |                         |                         |                         |                            |                            |                            |                            |                            |                            |                         |                         |                         |                         |  |  |  |  |  |  |  |  |  |  |  |  |  |  |  |  |  |  |
|                           |                           |                           |                           |                           |                           |  |  |                                  |                                  |                                  |                                  |                                  |                                  |  |  |                         |                         |                         |                         |                         |                         |                           |                           |                           |                           |                           |                           |                           |                           |                           |                           |                               |                               |                               |                               |                               |                               |                              |                              |                             |                             |                             |                             |                             |                             |  |  |                         |                         |                         |                         |                            |                            |                            |                            |                            |                            |                         |                         |                         |                         |  |  |  |  |  |  |  |  |  |  |  |  |  |  |  |  |  |  |
|                           |                           |                           |                           |                           |                           |  |  |                                  |                                  |                                  |                                  |                                  |                                  |  |  |                         |                         |                         |                         |                         |                         |                           |                           |                           |                           | Sadi Carnot (1796-1832)   | Sadi Carnot (1796-1832)   | Sadi Carnot (1796-1832)   | Sadi Carnot (1796-1832)   | Sadi Carnot (1796-1832)   | Sadi Carnot (1796-1832)   |                               |                               | Hippolyte Carnot (1801-1888)  | Hippolyte Carnot (1801-1888)  | Hippolyte Carnot (1801-1888)  | Hippolyte Carnot (1801-1888)  | Hippolyte Carnot (1801-1888) | Hippolyte Carnot (1801-1888) |                             |                             |                             |                             |                             |                             |  |  |                         |                         |                         |                         |                            |                            |                            |                            |                            |                            |                         |                         |                         |                         |  |  |  |  |  |  |  |  |  |  |  |  |  |  |  |  |  |  |
|                           |                           |                           |                           |                           |                           |  |  |                                  |                                  |                                  |                                  |                                  |                                  |  |  |                         |                         |                         |                         |                         |                         |                           |                           |                           |                           | Sadi Carnot (1796-1832)   | Sadi Carnot (1796-1832)   | Sadi Carnot (1796-1832)   | Sadi Carnot (1796-1832)   | Sadi Carnot (1796-1832)   | Sadi Carnot (1796-1832)   |                               |                               | Hippolyte Carnot (1801-1888)  | Hippolyte Carnot (1801-1888)  | Hippolyte Carnot (1801-1888)  | Hippolyte Carnot (1801-1888)  | Hippolyte Carnot (1801-1888) | Hippolyte Carnot (1801-1888) |                             |                             |                             |                             |                             |                             |  |  |                         |                         |                         |                         |                            |                            |                            |                            |                            |                            |                         |                         |                         |                         |  |  |  |  |  |  |  |  |  |  |  |  |  |  |  |  |  |  |
|                           |                           |                           |                           |                           |                           |  |  |                                  |                                  |                                  |                                  |                                  |                                  |  |  |                         |                         |                         |                         |                         |                         |                           |                           |                           |                           |                           |                           |                           |                           |                           |                           |                               |                               |                               |                               |                               |                               |                              |                              |                             |                             |                             |                             |                             |                             |  |  |                         |                         |                         |                         |                            |                            |                            |                            |                            |                            |                         |                         |                         |                         |  |  |  |  |  |  |  |  |  |  |  |  |  |  |  |  |  |  |
|                           |                           |                           |                           |                           |                           |  |  |                                  |                                  |                                  |                                  |                                  |                                  |  |  | Sadi Carnot (1837-1894) | Sadi Carnot (1837-1894) | Sadi Carnot (1837-1894) | Sadi Carnot (1837-1894) | Sadi Carnot (1837-1894) | Sadi Carnot (1837-1894) |                           |                           | Cécile Carnot (1841-1898) | Cécile Carnot (1841-1898) | Cécile Carnot (1841-1898) | Cécile Carnot (1841-1898) | Cécile Carnot (1841-1898) | Cécile Carnot (1841-1898) |                           |                           |                               |                               |                               |                               |                               |                               |                              |                              |                             |                             |                             |                             |                             |                             |  |  |                         |                         |                         |                         | Adolphe Carnot (1839-1920) | Adolphe Carnot (1839-1920) | Adolphe Carnot (1839-1920) | Adolphe Carnot (1839-1920) | Adolphe Carnot (1839-1920) | Adolphe Carnot (1839-1920) |                         |                         |                         |                         |  |  |  |  |  |  |  |  |  |  |  |  |  |  |  |  |  |  |
|                           |                           |                           |                           |                           |                           |  |  |                                  |                                  |                                  |                                  |                                  |                                  |  |  | Sadi Carnot (1837-1894) | Sadi Carnot (1837-1894) | Sadi Carnot (1837-1894) | Sadi Carnot (1837-1894) | Sadi Carnot (1837-1894) | Sadi Carnot (1837-1894) |                           |                           | Cécile Carnot (1841-1898) | Cécile Carnot (1841-1898) | Cécile Carnot (1841-1898) | Cécile Carnot (1841-1898) | Cécile Carnot (1841-1898) | Cécile Carnot (1841-1898) |                           |                           |                               |                               |                               |                               |                               |                               |                              |                              |                             |                             |                             |                             |                             |                             |  |  |                         |                         |                         |                         | Adolphe Carnot (1839-1920) | Adolphe Carnot (1839-1920) | Adolphe Carnot (1839-1920) | Adolphe Carnot (1839-1920) | Adolphe Carnot (1839-1920) | Adolphe Carnot (1839-1920) |                         |                         |                         |                         |  |  |  |  |  |  |  |  |  |  |  |  |  |  |  |  |  |  |
|                           |                           |                           |                           |                           |                           |  |  |                                  |                                  |                                  |                                  |                                  |                                  |  |  |                         |                         |                         |                         |                         |                         |                           |                           |                           |                           |                           |                           |                           |                           |                           |                           |                               |                               |                               |                               |                               |                               |                              |                              |                             |                             |                             |                             |                             |                             |  |  |                         |                         |                         |                         |                            |                            |                            |                            |                            |                            |                         |                         |                         |                         |  |  |  |  |  |  |  |  |  |  |  |  |  |  |  |  |  |  |
|                           |                           |                           |                           |                           |                           |  |  |                                  |                                  |                                  |                                  |                                  |                                  |  |  |                         |                         |                         |                         |                         |                         |                           |                           |                           |                           |                           |                           |                           |                           |                           |                           |                               |                               |                               |                               |                               |                               |                              |                              |                             |                             |                             |                             |                             |                             |  |  |                         |                         |                         |                         |                            |                            |                            |                            |                            |                            |                         |                         |                         |                         |  |  |  |  |  |  |  |  |  |  |  |  |  |  |  |  |  |  |
| Claire Carnot (1864-1920) | Claire Carnot (1864-1920) | Claire Carnot (1864-1920) | Claire Carnot (1864-1920) | Claire Carnot (1864-1920) | Claire Carnot (1864-1920) |  |  | Paul Cunisset-Carnot (1849-1919) | Paul Cunisset-Carnot (1849-1919) | Paul Cunisset-Carnot (1849-1919) | Paul Cunisset-Carnot (1849-1919) | Paul Cunisset-Carnot (1849-1919) | Paul Cunisset-Carnot (1849-1919) |  |  | Sadi Carnot (1865-1948) | Sadi Carnot (1865-1948) | Sadi Carnot (1865-1948) | Sadi Carnot (1865-1948) | Sadi Carnot (1865-1948) | Sadi Carnot (1865-1948) |                           |                           | Ernest Carnot (1866-1955) | Ernest Carnot (1866-1955) | Ernest Carnot (1866-1955) | Ernest Carnot (1866-1955) | Ernest Carnot (1866-1955) | Ernest Carnot (1866-1955) |                           |                           | Marguerite Carnot (1874-1962) | Marguerite Carnot (1874-1962) | Marguerite Carnot (1874-1962) | Marguerite Carnot (1874-1962) | Marguerite Carnot (1874-1962) | Marguerite Carnot (1874-1962) |                              |                              | François Carnot (1872-1960) | François Carnot (1872-1960) | François Carnot (1872-1960) | François Carnot (1872-1960) | François Carnot (1872-1960) | François Carnot (1872-1960) |  |  | Paul Carnot (1869-1957) | Paul Carnot (1869-1957) | Paul Carnot (1869-1957) | Paul Carnot (1869-1957) | Paul Carnot (1869-1957)    | Paul Carnot (1869-1957)    |                            |                            | Jean Carnot (1881-1969)    | Jean Carnot (1881-1969)    | Jean Carnot (1881-1969) | Jean Carnot (1881-1969) | Jean Carnot (1881-1969) | Jean Carnot (1881-1969) |  |  |  |  |  |  |  |  |  |  |  |  |  |  |  |  |  |  |
| Claire Carnot (1864-1920) | Claire Carnot (1864-1920) | Claire Carnot (1864-1920) | Claire Carnot (1864-1920) | Claire Carnot (1864-1920) | Claire Carnot (1864-1920) |  |  | Paul Cunisset-Carnot (1849-1919) | Paul Cunisset-Carnot (1849-1919) | Paul Cunisset-Carnot (1849-1919) | Paul Cunisset-Carnot (1849-1919) | Paul Cunisset-Carnot (1849-1919) | Paul Cunisset-Carnot (1849-1919) |  |  | Sadi Carnot (1865-1948) | Sadi Carnot (1865-1948) | Sadi Carnot (1865-1948) | Sadi Carnot (1865-1948) | Sadi Carnot (1865-1948) | Sadi Carnot (1865-1948) |                           |                           | Ernest Carnot (1866-1955) | Ernest Carnot (1866-1955) | Ernest Carnot (1866-1955) | Ernest Carnot (1866-1955) | Ernest Carnot (1866-1955) | Ernest Carnot (1866-1955) |                           |                           | Marguerite Carnot (1874-1962) | Marguerite Carnot (1874-1962) | Marguerite Carnot (1874-1962) | Marguerite Carnot (1874-1962) | Marguerite Carnot (1874-1962) | Marguerite Carnot (1874-1962) |                              |                              | François Carnot (1872-1960) | François Carnot (1872-1960) | François Carnot (1872-1960) | François Carnot (1872-1960) | François Carnot (1872-1960) | François Carnot (1872-1960) |  |  | Paul Carnot (1869-1957) | Paul Carnot (1869-1957) | Paul Carnot (1869-1957) | Paul Carnot (1869-1957) | Paul Carnot (1869-1957)    | Paul Carnot (1869-1957)    |                            |                            | Jean Carnot (1881-1969)    | Jean Carnot (1881-1969)    | Jean Carnot (1881-1969) | Jean Carnot (1881-1969) | Jean Carnot (1881-1969) | Jean Carnot (1881-1969) |  |  |  |  |  |  |  |  |  |  |  |  |  |  |  |  |  |  |

## Alliances
Les principales alliances de la famille Carnot sont : Luzy, Guéneau (1652), Durand (1667), Moreau (1706), Pothier, Dupont, de La Grange (1789), Gaillard (1794), Daubenton (1829), de Boissieu (1834), Cunisset (1883), Giscard d'Estaing, d'Aboville, etc.

## Héraldique
| Blason | Blasonnement : D'azur, à trois merlettes d'or, 2, 1, surmontées en chef d'une étoile d'argent, Commentaires : Armes anciennes (d'après un cachet de la famille Carnot). |

## La fondation Carnot
La fondation Carnot, créée en 1996 sous l'égide de la Fondation de France, verse chaque année des bourses à des étudiants de l'École polytechnique, et à des docteurs en sciences de l'université de Bourgogne.
La fondation contribue également à la publication d'ouvrages ou à la diffusion d'enseignements sur la recherche scientifique.

## Postérité
En hommage ou en référence à différents membres de la famille, nous trouvons de nombreuses villes françaises ayant un lieu portant ce nom, cette présente liste n'est donc pas exhaustive.
- le pont Carnot, dans l'Ain, conçu par Sadi Carnot ;
- le Carnot, un cuirassé français ;
- la carnotite, minéral ainsi dénommé en l'honneur de Marie-Adolphe Carnot ;
- le cratère Carnot, un cratère lunaire ;
- le quartier Carnot, un quartier de Cannes ;
- la gare de Saint-Étienne-Carnot, à Saint-Étienne ;
- Carnot, une ville de République centrafricaine ;
- Carnot était le nom donné durant la colonisation française au village de El Abadia, en Algérie ;
- Romainville - Carnot, future station (ouverture prévue en 2024) de la ligne 11 du métro de Paris, sur le territoire de la commune de Romainville ;
- Carnot est une station fantôme du prémétro d'Anvers ;
- la place Carnot, à Carcassonne ;
- la place Carnot, à Nancy ;
- la place Carnot, à Lyon ;
- le lycée Carnot, à Dijon
- le lycée Carnot, à Paris.
- Limoges possède deux places et un boulevard aux noms de la famille Carnot.

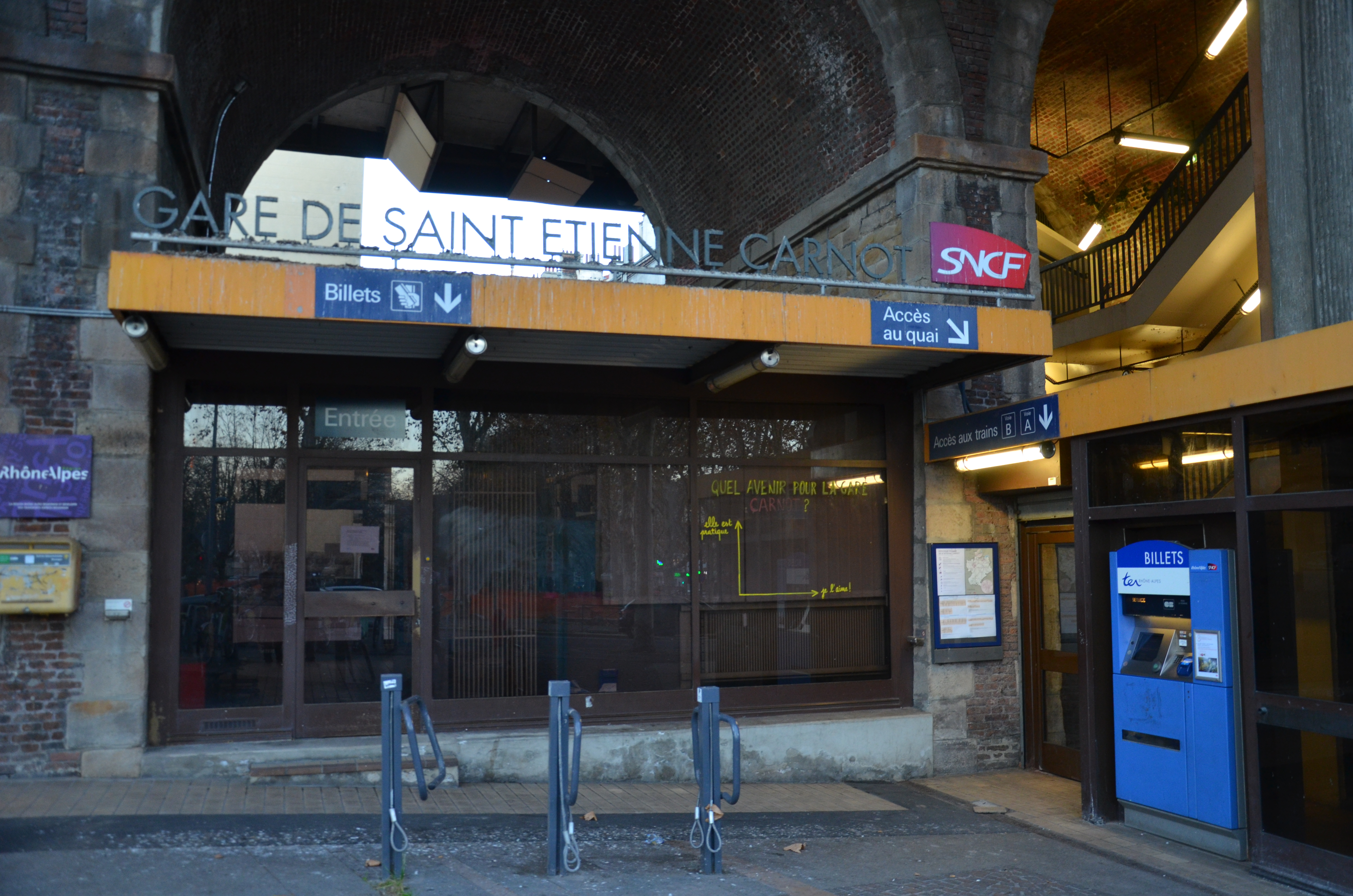
La gare de Saint-Étienne-Carnot, à Saint-Étienne.
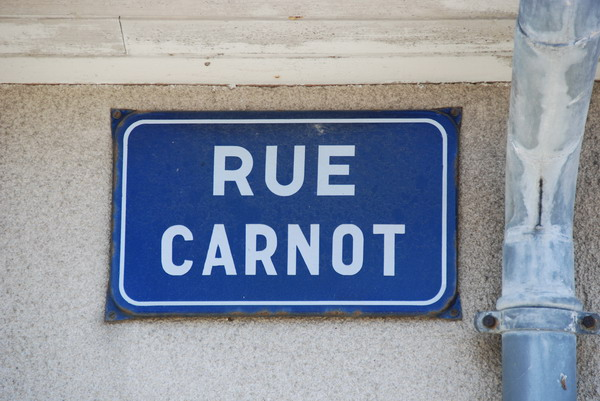
Aujourd'hui, de nombreuses rues portent le nom Carnot.

## Citation
- « Le sage devance son siècle et son langage ne peut être entendu que par la postérité. (…) Comme philosophe, il a déjà franchi les barrières qui séparent les Empires, il est citoyen de tous les lieux, contemporain de tous les âges. » Lazare Carnot.

Chose curieuse, son contemporain, le poète allemand Schiller, écrira un texte quasiment semblable.

## Sépultures

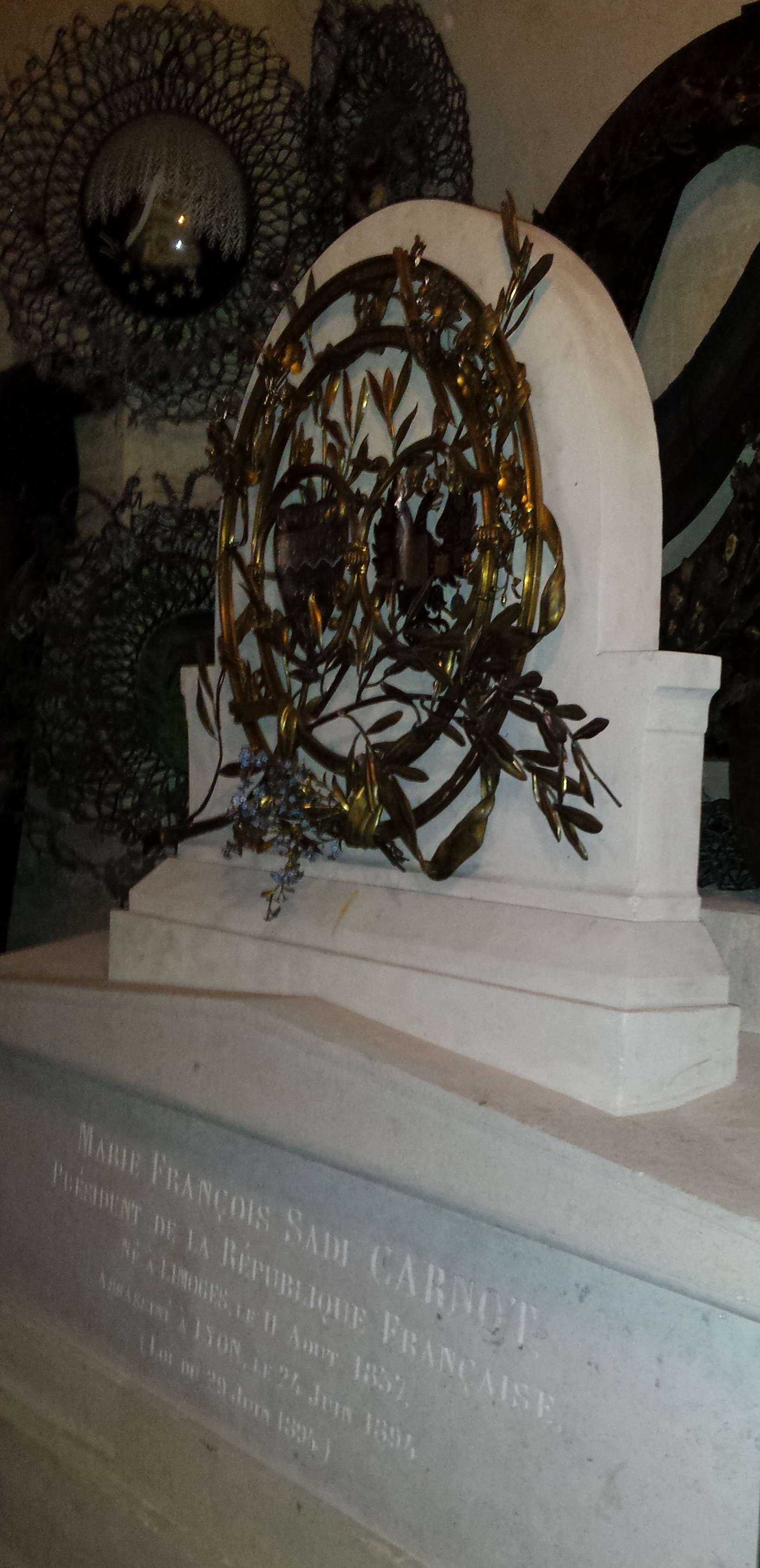
Tombeau de Sadi Carnot au Panthéon de Paris.

- Deux membres de la famille Carnot reposent au Panthéon :
  - Les cendres de Lazare Carnot ont été transférées au Panthéon le 4 août 1889, en même temps que celles de Jean-Baptiste Baudin, François Séverin Marceau et Théophile Malo Corret de la Tour d'Auvergne à l'occasion d'une imposante cérémonie pour le centenaire de la Révolution française.
  - Le président Sadi Carnot repose au Panthéon, non loin de son grand-père, depuis le 1er juillet 1894 (une semaine après son assassinat). Il est le seul président de la République à y reposer.

## Pour approfondir